# ヘヴン・アンド・ハル
『ヘヴン・アンド・ハル』（Heaven and Hull）は、ミック・ロンソンの3作目のソロ・アルバム。ロンソンは1993年4月に死去しており、1994年に遺作として発表された。

## 解説
生前のロンソンが残していたスタジオ録音9曲と、1992年4月にフレディ・マーキュリー追悼コンサートで演奏された「すべての若き野郎ども」のライヴ音源を収録した内容。ミックの妻スザンヌ・ロンソンらがエグゼティヴ・プロデューサーを務め、サウンド・プロデュースは主にミック・ロンソンとシャム・モリスが担当している。旧友デヴィッド・ボウイがリード・ボーカルを担当した「ライク・ア・ローリング・ストーン」（ボブ・ディランのカヴァー）では、ブルース・フェアバーンがプロデューサーとしてクレジットされた。
アルバム・タイトルは、ロンソンの故郷であるキングストン・アポン・ハルにちなんでいる。本作の仮タイトルは『To Hull and Back』だった。
ロンソンとジョー・エリオットのデュエット・ボーカルがフィーチャーされた「ドント・ルック・ダウン」は、シングルとしてリリースされて全英55位に達した。

## 収録曲
特記なき楽曲はミック・ロンソンとシャム・モリスの共作。
1. ドント・ルック・ダウン - "Don't Look Down" (Mick Ronson, C. Allen) - 5:51
2. ライク・ア・ローリング・ストーン - "Like a Rolling Stone" (Bob Dylan) - 4:21
3. ホエン・ザ・ワールド・フォールズ・ダウン - "When the World Falls Down" - 4:22
4. トラブル・ウィズ・ミー - "Trouble with Me" - 4:42
5. ライフ・イズ・ア・リバー - "Life's a River" - 5:21
6. ユー・アンド・ミー - "You and Me" (M. Ronson) - 3:09
7. カラー・ミー - "Colour Me" - 4:57
8. テイク・ア・ロング・ライン - "Take a Long Line" (Rick Brewster Jones, Doc Neeson, John Brewster Jones) - 3:04
9. ミッドナイト・ラヴ - "Midnight Love" (Giorgio Moroder) - 3:21
10. すべての若き野郎ども - "All the Young Dudes" (Live) (David Bowie) - 3:48

## 参加ミュージシャン
- ミック・ロンソン - ボーカル、ギター、ベース
- ジョー・エリオット - ボーカル(on 1. 8.)、バッキング・ボーカル(on 5. 7. 10.)
- デヴィッド・ボウイ - ボーカル(on 2.)、バッキング・ボーカル(on 7. 10.)、サックス(on 10.)
- クリッシー・ハインド - ボーカル(on 4.)
- ジョン・メレンキャンプ - ボーカル(on 5.)
- イアン・ハンター - ボーカル(on 8. 10.)
- ブライアン・メイ - ギター(on 10.)
- ジョン・ディーコン - ベース(on 10.)
- ロジャー・テイラー - ドラムス(on 10.)
- フィル・コリン - バッキング・ボーカル(on 10.)
- シャム・モリス - アコースティック・ギター、ベース、キーボード
- キース・スコット - ギター(on 2.)
- ジョン・ウェブスター - キーボード(on 2.)
- ピーター・ヌーン - ベース(on 1. 3.)
- レネ・ヴルスト - ベース(on 2.)
- ピーター・キンスキ - ベース(on 8.)
- マーティン・チェンバース - ドラムス(on 1. 3. 5.)
- ミック・カリー - ドラムス(on 2.)
- マーティン・バーカー - ドラムス(on 7. 8.)